# Werner Klüppelholz
Werner Klüppelholz (* 23. Dezember 1946 in Wülfrath) ist ein deutscher Musikwissenschaftler, Musikpädagoge und Hochschullehrer.

## Leben
Er studierte an der Musikhochschule Köln und der Universität zu Köln Komposition, Schulmusik, Musikwissenschaft, Soziologie und Phonetik und wurde 1976 in Köln promoviert. Er habilitierte sich an der Universität Siegen 1980.
Klüppelholz war bis zu seiner Pensionierung Professor für Musikpädagogik an der Universität Siegen.
Er veröffentlichte mehrere Bücher zur Neuen Musik insbesondere zu Mauricio Kagel. Zu seinen Forschungsinteressen gehört auch die Didaktik der Neuen Musik. Zudem arbeitet Klüppelholz regelmäßig für das Kulturradio WDR, SWR und DLF als Autor und Moderator von Musiksendungen.

## Schriften (Auswahl)
Monografien und Sammelbände
- Sprache als Musik. Studien zur Vokalkomposition bei Karlheinz Stockhausen, Hans G Helms, Mauricio Kagel, Dieter Schnebel und György Ligeti. Dissertation, Universität zu Köln 1976. 2. Auflage. Pfau, Saarbrücken 1995, ISBN 3-930735-18-0.
- Joachim Blume. Kommentare zum Werk. Möseler, Wolfenbüttel/ Zürich 1981.
- Modelle zur Didaktik der neuen Musik. Breitkopf und Härtel, Wiesbaden 1981, ISBN 3-7651-0173-7.
- Mauricio Kagel. 1970–1980. (= DuMont-Dokumente). DuMont, Köln 1981, ISBN 3-7701-1246-6.
- Was ist musikalische Bildung? Werner Klüppelholz im Gespräch mit Bazon Brock u. a. (Musikalische Zeitfragen; 14). Bärenreiter, Kassel u. a. 1984, ISBN 3-7618-0743-0.
- Über Mauricio Kagel. Pfau, Saarbrücken 2003, ISBN 3-89727-234-2.
- Kagel Musikbegriff. Ein Essay. Pfau, Büdingen 2015, ISBN 978-3-89727-533-1.
- Musikalisches Brot. Kunst und Realität bei Wagner, Cage, Offenbach und Cocteau. Wolke, Hofheim 2022, ISBN 978-3-95593-318-0.
- Die Avantgarde war ein Irrtum. György Ligeti aus sieben Perspeltiven. Wolke, Hofheim 2023, ISBN 978-3-95593-324-1.
- La musique, c'est moi! Pierre Boulez als Schriftsteller. Wolke, Hofheim 2025, ISBN 978-3-95593-330-2

Einzelne Aufsätze (Auswahl)
- Musikbezogene Motivation und das Hören Neuer Musik. In: Klaus-Ernst Behne (Hrsg.): Motivationsforschung in der Musikpädagogik. Mainz 1979, ISBN 3-7957-2086-9, S. 41–59.
- Momente musikalischer Sozialisation. In: Klaus-Ernst Behne (Hrsg.): Musikpädagogische Forschung. Einzeluntersuchungen. Laaber-Verlag, Laaber 1980, ISBN 3-921518-55-5, S. 146 ff. (Volltext; PDF; 119 kB)
- Zur Musik der Gegenwart. In: Hans Günther Bastian (Hrsg.): Umgang mit Musik. Essen 1985, ISBN 3-89007-029-9, S. 77–86.
- Motivation von Erwachsenen zum Instrumentalspiel. In: Gert Holtmeyer (Hrsg.): Musikalische Erwachsenenbildung. Grundzüge, Entwicklungen, Perspektiven. Regensburg 1989, ISBN 3-7649-2359-8, S. 115–122.
- Von Elektronik bis Elegie. Neue Musik in Nordrhein-Westfalen. In: Zeitzeichen. Stationen bildender Kunst in Nordrhein-Westfalen. Ausstellungskatalog. DuMont, Köln 1989, S. 166–175.
- Erwachsene als Instrumentalschüler. Eine empirische Studie. In: Werner Pütz (Hrsg.): Musik und Körper. Essen 1991, ISBN 3-89206-351-6, S. 263–270.
- (Unvorhergesehenes). Ein Vortrag. In: Walter Fähndrich (Hrsg.): Improvisation. 1 (1992), S. 133–146.
- Thesen zu einer Theorie der Filmmusik. In: Reinhard Kopiez (Hrsg.): Musikwissenschaft zwischen Kunst, Ästhetik und Experimenten. Festschrift Helga de la Motte-Haber zum 60. Geburtstag. Würzburg 1998, ISBN 3-8260-1524-X, S. 295–300.
- Richard Wagner auf den Spuren von John Cage – Eine Parallelmontage. In: Ulrike Groß/Michael Thiergart (Hrsg.): Sprache und Musik. Hommage an Georg Heike. Frankfurt 2013, ISBN 978-3-653-03443-1
- Von der Saxofon spielenden Kuh – 1968 und die Tonkunst. In: Neue Zeitschrift für Musik 6_2018, ISSN 0945-6945, S. 36–42
- Götterfunkenflug – Über Beethovens katastrophales Nachleben. In: Neue Zeitschrift für Musik 2_2021, ISSN 0945-6945, S. 36–40
- Referenzen und Allusionen bei Mauricio Kagel. In: Silvia Bier/Marie-Anne Kohl (Hrsg.): Offen gedacht: Musiktheater. Festschrift für Anno Mungen zum 60. Geburtstag. Münster 2021, ISBN 978-3-8309-4457-7
- Die Ratio wird romantisch. Zufällige Makulaturblätter zur Neuen Musik der BRD 1970–1980. In: Neue Zeitschrift für Musik 1_2022 und 2_2022, ISSN 0945-6945, S. 38–43 und S. 56–61
- Klänge vom Himmel. 100 Jahre Musik im deutschen Rundfunk. In: Neue Zeitschrift für Musik 4_2023, ISSN 0945-6945, S. 14–19

Herausgeberschaft
- mit Hermann J. Busch: Musik – gedeutet und gewertet. Dokumente zur Rezeptionsgeschichte von Musik. Bärenreiter/dtv, Kassel/München 1983, ISBN 3-423-02937-4
- Musikalische Teilkulturen. Laaber-Verlag, Laaber 1983, ISBN 3 9215 1896-2
- mit Lothar Prox: Mauricio Kagel. Das filmische Werk I. 1965–85. DuMont, Köln 1985, ISBN 3-7701-1865-0.
- mit Günter Kleinen und Wulf Dieter Lugert: Musikunterricht Sekundarstufen (5 Bände). Schwann, Düsseldorf 1985, ISBN 3-590-14844-6
- Kagel …/1991. (= DuMont-Dokumente). DuMont, Köln 1991, ISBN 3-7701-2813-3.
- Mauricio Kagel. Skizzen → Korrekturen → Partituren. Ausstellung der KölnMusik und der Stadt Gütersloh. DuMont, Köln 1991, ISBN 3-7701-3013-8
- mit Helmut Scheuer: Dieter Kühn. Suhrkamp, Frankfurt am Main 1992, ISBN 3-518-38613-1.
- mit Ekkehard Jost: Vinko Globokar. Einatmen Ausatmen. Wolke, Hofheim 1994, ISBN 3-923997-60-4
- Mauricio Kagel: Dialoge, Monologe. DuMont, Köln 2001, ISBN 3-7701-5267-0.
- mit Stefan Fricke: Juan Allende-Blin. Ein Leben aus Erinnerung und Utopie. Pfau, Saarbrücken 2002, ISBN 3-89727-184-2
- Lese-Welten. Mauricio Kagel und die Literatur. Ausstellung des Heinrich-Heine-Instituts Düsseldorf. Pfau, Saarbrücken 2002, ISBN 3-89727-188-5.
- Musik im Fernsehen. (= Massenmedien und Kommunikation; 145/146). Universität Siegen, Siegen 2003.
- Vom instrumentalen zum imaginären Theater. Musikästhetische Wandlungen im Werk von Mauricio Kagel. 1. Internationales Kagel-Symposium an der Universität Siegen 2007. Wolke, Hofheim 2008, ISBN 978-3-936000-46-7.
- mit Sigrid Konrad: Vinko Globokar: 14 Arten einen Musiker zu beschreiben. Pfau, Saarbrücken 2008, ISBN 978-3-89727-377-1.